# Open BLS de Limoges 2021
L'Open BLS de Limoges 2021 è stato un torneo di tennis femminile giocato sul cemento indoor. È stata la 14ª edizione del torneo, che fa parte del WTA Challenger Tour 2021. Il torneo si è giocato al Palazzetto dello sport di Beaublanc di Limoges in Francia dal 13 al 19 dicembre 2021.

## Partecipanti

### Teste di serie
| Nazionalità | Giocatrice          | Ranking* | Testa di serie |
| ----------- | ------------------- | -------- | -------------- |
| Cina        | Zhang Shuai         | 62       | 1              |
| Belgio      | Alison Van Uytvanck | 68       | 2              |
| Francia     | Caroline Garcia     | 74       | 3              |
| Belgio      | Greet Minnen        | 75       | 4              |
| Russia      | Varvara Gračëva     | 79       | 5              |
| Russia      | Vera Zvonarëva      | 87       | 6              |
| Francia     | Kristina Mladenovic | 93       | 7              |
| Romania     | Ana Bogdan          | 113      | 8              |

* Ranking al 6 dicembre 2021.

### Altre partecipanti
Le seguenti giocatrici hanno ricevuto una wild card per il tabellone principale:
- Audrey Albié
- Robin Montgomery
- Mallaurie Noël
- Alison Van Uytvanck

Le seguenti giocatrici sono passate dalle qualificazioni:
- Elsa Jacquemot
- Léolia Jeanjean
- Marine Partaud
- Andreea Roșca

### Ritiri
Prima del torneo
- Clara Burel → sostituita da  Ankita Raina
- Mihaela Buzărnescu → sostituita da  Anna Blinkova
- Jaqueline Cristian → sostituita da  Lucia Bronzetti
- Olga Danilović → sostituita da  Tamara Korpatsch
- Océane Dodin → sostituita da  Natal'ja Vichljanceva
- Anna-Lena Friedsam → sostituita da  Mariam Bolkvadze
- Anhelina Kalinina → sostituita da  Cristina Bucșa
- Chloé Paquet → sostituita da  Iryna Šymanovič
- Dajana Jastrems'ka → sostituita da  Jessika Ponchet

## Partecipanti al doppio

### Teste di serie
| Nazione | Giocatrice       | Nazione | Giocatrice      | Rank1 | Seed |
| ------- | ---------------- | ------- | --------------- | ----- | ---- |
| Romania | Monica Niculescu | Russia  | Vera Zvonarëva  | 93    | 1    |
| Belgio  | Greet Minnen     | Serbia  | Nina Stojanović | 132   | 2    |

* Ranking al 6 dicembre 2021.

## Campionesse

### Singolare
Alison Van Uytvanck ha sconfitto in finale  Ana Bogdan col punteggio di 6–2, 7–5.

### Doppio
Monica Niculescu /  Vera Zvonarëva hanno sconfitto in finale  Estelle Cascino /  Jessika Ponchet col punteggio di 6-4, 6-4.